# Conny Kollet
Conny Kollet (* 21. März 1970 in Wetzlar) ist eine deutsche Sängerin, die im Bereich des Pop-Jazz hervorgetreten ist. Sie ist vor allem für ihre Beteiligung an verschiedenen Film-, Fernseh- und Computerspiel-Soundtracks bekannt.
Kollet studierte zunächst an der Hochschule für Musik und Darstellende Kunst Frankfurt am Main klassischen Gesang. Begleitet durch Die Schwindler interpretierte sie den Schlager Ganz Paris träumt von der Liebe. 2004 veröffentlichte das Label Rodenstein ihr Debütalbum Schiess’ mich auf den Mond, das in der Fachpresse mehrfach positiv rezensiert wurde. Als Sängerin ist sie für Dynamedion Sounddesign tätig und war 2007 für den G.A.N.G. Award als bestes Vocal-Stück mit dem Maintheme von Spellforce 2 nominiert. Die Titelsongs der Videospiele Spellforce 2 und Stranglehold performte sie 2005 bzw. 2007 bei den Symphonic Game Music Concerts im Gewandhaus Leipzig. Weiterhin ist sie auf Alben von Denga & Manus und den Spiele-Soundtracks Anno 2070, Anno 1404 und Darksiders 2 zu hören. Sie performte zahlreiche Titel für das Videospiel The Elder Scrolls Online. 2017 erschien die Lyrical Vocal Phrases von Sonuscore mit der Stimme von Conny Kollet. Im Juli 2019 sang Conny Kollet die Songs Die letzte Nacht  und Milous Traum für den Kinofilm Traumfabrik. Seit 1996 tritt sie als Sängerin mit der Tanz- und Unterhaltungsband alphaband auf, 2010 übernahm sie außerdem deren Management.

## Lexikalischer Eintrag
- Jürgen Wölfer: Jazz in Deutschland. Das Lexikon. Alle Musiker und Plattenfirmen von 1920 bis heute. Hannibal, Höfen 2008, ISBN 978-3-85445-274-4.